# Yinshania fumarioides
Yinshania fumarioides är en korsblommig växtart som först beskrevs av Stephen Troyte Dunn, och fick sitt nu gällande namn av Yi Zhi Zhao. Yinshania fumarioides ingår i släktet Yinshania och familjen korsblommiga växter. Inga underarter finns listade i Catalogue of Life.